# Tanuljunk nyelveket!
A Tanuljunk nyelveket! a Tankönyvkiadó Vállalat (1997-től a Nemzeti Tankönyvkiadó) gondozásában, belügy-, majd művelődésügyi miniszteri rendeletre kiadott, 1956-tól megjelent nyelvoktató könyvsorozat. Kötetei 1965-ben új egységes borítódizájnt kaptak, 1991-től pedig kívül-belül modernizált kinézettel jelentek meg.
A sorozat keretein belül nyelvkönyvek, nyelvtani összefoglalók, feladatgyűjtemények és társalgási könyvek láttak napvilágot. A nyelvkönyvek elsősorban tantermi oktatásra készültek, amelyek különféle nyelvtani segédletekkel, illetve a középfokú nyelvvizsgára felkészítő, 1000 feleletválasztós tesztet és 25 lefordítandó mondatcsoportot tartalmazó feladatgyűjteményekkel egészültek ki.
A magyar anyanyelvű tanulók számára írt nyelvkönyvek segítségével 15 különféle idegennyelvet (angol, bolgár, cseh, eszperantó, finn, francia, latin, lengyel, német, ógörög, olasz, orosz, román, spanyol, szerbhorvát) lehet elsajátítani. Bár albán, kínai és észt nyelvkönyvek is tervben voltak, ezek végül nem kerültek kiadásra a sorozat keretein belül. Hasonló tankönyvekből állnak a lényegesen rövidebb terjedelmű Kevés szóval..., illetve a Tanuljunk könnyen, gyorsan... tankönyvsorozatok.
A sorozatban a Kínai társalgás című kiadványt szerző Nagy Bálint tollából megjelent ugyan 1990-ben, szintén a Tankönyvkiadó gondozásában egy Kínai nyelvkönyv, azonban nem jelen sorozat tagjaként, hanem önálló kiadványként. Külföldiek számára angol, német és francia nyelven írt, magyar nyelvet oktató nyelvkönyvek kerültek kiadásra. 
A latin és az ógörög nyelveket leszámítva a nyelvkönyvekben oktatott valamennyi nyelvből, illetve kilenc további nyelvből (arab, katalán, kínai, norvég, svéd, szlovák, török, újgörög, vietnámi) jelent meg társalgási könyv. A társalgási könyvekhez hasonló kötetekből áll az 1000 szó... sorozat, ami egy mongol nyelvű kiadványt is magában foglal.

## Kiadványok

### Nyelvkönyvek
Az egyenként megközelítőleg 30-40 leckéből álló nyelvkönyveket tanfolyami oktatásra tervezték. Érdekesség, hogy újgörög nyelvet oktató nyelvkönyv kiadására nem került sor, a lenti listában Görög nyelvkönyv címmel megjelent mű az ógörög nyelvet tanulók számára íródott. Az 1970-es évektől kezdve egyes nyelvkönyvekből (angol, francia, német, orosz, spanyol és finn) megjelent az átdolgozott, új generációs változat, amelyek „kezdők” illetve „haladók” helyett római vagy arab számokkal különböztette meg az egyes köteteket.
| Cím                                             | Szerző(k)                                                                    | Kiadási év           | Oldalszám | Leckék száma | Megjegyzések |
| ----------------------------------------------- | ---------------------------------------------------------------------------- | -------------------- | --------- | ------------ | --- |
| Cseh nyelvkönyv                                 | Sipos István, Bena Leopold                                                   | 1956–1967            | 352       | 55           | |
| Angol nyelvkönyv kezdők számára                 | Báti László, Véges István                                                    | 1957–1975, 1998–2017 | 422–470   | 45           | |
| Finn nyelvkönyv                                 | Papp István                                                                  | 1957–1983            | 340       | 21           | |
| Német nyelvkönyv kezdők számára                 | Vajda György Mihály, Fürst György                                            | 1957–1965            | 407       | 47           | |
| Olasz nyelvkönyv kezdők számára                 | Dr. Király Rudolf, Dr. Szabó Mihály                                          | 1957–1968            | 315       | 50           | |
| Orosz nyelvkönyv kezdők számára                 | Suara Róbert, Szabó Lajos                                                    | 1957–1974            | 292       | 25           | |
| Lehrbuch der ungarischen Sprache                | Jókay Zoltán, Szabó Dénes, Bánhidi Zoltán                                    | 1958–1972            | 491–495   | 30           | |
| Lengyel nyelvkönyv                              | Kerényi Grácia, Varsányi István, Szabó Dénes                                 | 1958                 | 419–490   | 60           | |
| Eszperantó nyelvkönyv                           | Baghy Gyula                                                                  | 1959–1968            | 199       | 32           | |
| Francia nyelvkönyv kezdők számára               | Somorjai Ferenc                                                              | 1961–1968            | 419       | 35           | |
| Francia nyelvkönyv haladók számára              | Győry János                                                                  | 1961–1964            | 271       |              | |
| Német nyelvkönyv haladók számára                | Blázy László, Krammer Jenő, Mollay Károly, Vajda György Mihály, Walkó György | 1961                 | 319       | 30           | A Vajda–Fürst-féle kötetre épül. |
| Olasz nyelvkönyv haladók számára                | Dr. Király Rudolf                                                            | 1961                 | 279       |              | |
| Angol nyelvkönyv haladók számára                | Bárd Miklós, Lutter Tibor, M. Povázsay Elza, Stephanides Károlyné            | 1963                 | 248       |              | A Báti–Véges-féle kötetre épül. |
| Spanyol nyelvkönyv                              | Dr. Király Rudolf                                                            | 1963–1974            | 398       | 36           | |
| Spanyol olvasókönyv                             | Dr. Király Rudolf                                                            | 1963–1974            | 135       | 30           | |
| Angol nyelvkönyv haladók számára                | Tarján Jenő, Korenchy Lajos                                                  | 1965–1977            | 399–426   | 35           | A Báti–Véges-féle kötetre épül. |
| Manuel de hongrois                              | Lelkes István                                                                | 1967–1979            | 833       | 40           | |
| Német nyelvkönyv 1.                             | Timár József                                                                 | 1969–1976            | 367       | 20           | |
| Német nyelvkönyv 2.                             | Dr. Siptár Ernő                                                              | 1969–1973            | 299       |              | |
| Román nyelvkönyv                                | Dr. Nagy Béla, Borza Lucia                                                   | 1971                 | 547       | 35           | |
| Francia nyelvkönyv 1.                           | Gergelyi Mihály, Dr. Serény Andor, Dr. Kaposi Tamásné                        | 1972–1977            | 586       | 40           | |
| Francia nyelvkönyv 2.                           | Gergelyi Mihály, Dr. Serény Andor, Dési Ágnes                                | 1973–1979            | 411       | 25           | |
| Latin nyelvkönyv                                | Banó István, Nagy Ferenc, Waczulik Margit                                    | 1973                 | 432       | 30           | |
| Bolgár nyelvkönyv                               | Bödey József, Nagypál Teréz                                                  | 1974                 | 440       | 50           | |
| Learn Hungarian                                 | Bánhidi Zoltán, Jókay Zoltán, Szabó Dénes                                    | 1975                 | 532       | 30           | |
| Angol nyelvkönyv 1.                             | Czobor Zsuzsa, Horlai György                                                 | 1976                 | 639       | 30           | |
| Német nyelvkönyv I.                             | Dr. Haán György, Dr. Pongrácz Judit, Simon Józsefné                          | 1976                 | 590       | 40           | |
| Német nyelvkönyv II.                            | Dr. Báder Dezső, Bíró Oszkárné, Heller Anna                                  | 1976                 | 478       | 25           | |
| Orosz nyelvkönyv I.                             | Dr. Nádor Gabriella, Dr. Orlay Nóra                                          | 1977                 | 567       | 40           | |
| Spanyol nyelvkönyv I.                           | Dr. Bánáti Nándorné, Bartha Éva, Dr. Fülei-Szántó Endre                      | 1979–1990            | 535–541   | 35           | |
| Angol nyelvkönyv 2.                             | Radványi Tamás, Székács Györgyné                                             | 1980–1985            | 451       |              | |
| Szerb-horvát nyelvkönyv                         | Tomics Ljubomir, Kapitánffy István                                           | 1980                 | 408       | 25           | |
| Lengyel nyelvkönyv                              | Szabó Dénes, Bańczerowski Janusz, Bakonyi Istvánné                           | 1980                 | 564       | 60           | |
| Orosz nyelvkönyv II.                            | Gecső Sándor, Klima László                                                   | 1981                 | 432       |              | |
| Görög nyelvkönyv [ógörög!]                      | Györkösy Alajos, Kerényi Károlyné                                            | 1982                 | 289       | –            | A többi kötettel ellentétben nem leckékből, hanem 20 gyakorló olvasmányból, 14 irodalmi szemelvényből és egy részletes nyelvtani áttekintésből épül fel. |
| Spanyol nyelvkönyv II.                          | Dr. Bánáti Nándorné, Czöndör Klára                                           | 1982                 | 471       |              | |
| Angol nyelv alapfokon                           | Dr. Bartáné Aranyi Edina, Dr. Szentiványi Ivánné                             | 1984–1990            | 382       | 30           | |
| Francia nyelv alapfokon                         | Kaposi Tamásné, Laurence Leuilly                                             | 1984–1995            | 335–352   | 25           | |
| Német nyelv alapfokon                           | Deák Heidrun, Dr. Emericzy Tibor                                             | 1984–1990            | 341       | 30           | |
| Orosz nyelv alapfokon                           | Gergely Lászlóné, Dr. Halász Lászlóné                                        | 1985–1987            | 462       | 30           | |
| Finn nyelvkönyv 1.                              | Outi Karanko, Keresztes László, Irmeli Kniivilä                              | 1985                 | 402       | 25           | |
| Orosz nyelvkönyv III.                           | Dr. Halász Lászlóné, Dr. Gyenesné Abdullájeva Szvetlána, Dr. Galló András    | 1987                 | 256       |              | |
| Cseh nyelvkönyv                                 | Futó István, Hankó B. Ludmilla, Heé Veronika                                 | 1988                 | 491       |              | |
| Finn nyelvkönyv 2.                              | Outi Karanko, Keresztes László, Irmeli Kniivilä                              | 1990                 | 428       | 20           | |
| Arrivederci – olasz nyelvkönyv I/A              | Móritz György, Szabó Győző                                                   | 1994–1998            | 287       |              | |
| Arrivederci – olasz nyelvkönyv I/B              | Móritz György, Szabó Győző                                                   | 1994–1998            | 248       |              | |
| Ein Wort gibt das andere. Német nyelvkönyv III. | Borbély Mária, Csizmadia Miklós, Hatvani Renate, Tamássyné dr. Bíró Magda    | 1986                 | 277       |              | A Báder–Bíróné–Heller-féle Német nyelvkönyv II. folytatása                                                                                               |
| France-Euro-Express 1.                          | Michel Soignet, Szabó Anita                                                  |                      | 183       |              | |
| France-Euro-Express 2.                          | Michel Soignet, Szabó Anita                                                  |                      | 184       |              | |
| France-Euro-Express 3.                          | Michel Soignet                                                               |                      | 188       |              | |
| France-Euro-Express 4.                          | Michel Soignet                                                               |                      | 199       |              | |
| Latin nyelvkönyv                                | Ferenczi Attila, Monostori Martina                                           | 1998                 | 278       |              | |
| Spanyol nyelvkönyv I.                           | Nagy Erika, Seres Krisztina, Adela Milán Vela                                |                      | 264       |              | |
| Spanyol nyelvkönyv II.                          | Nagy Erika, Seres Krisztina, Ana Orenga Portolés                             |                      | 263       |              | |
| Spanyol nyelvkönyv III.                         | Gajdos Zsuzsa, Nagy Erika, Ana Orenga Portolés, Seres Krisztina              |                      | 263       |              | |
| Ungarisch für Ausländer                         | Ginter Károly, Tarnói László                                                 |                      | 559       |              | |

### Nyelvi segédletek
A tanfolyami nyelvoktatást támogató célzattal kiadásra kerültek nyelvi segédletek is, amelyek az adott nyelv mélyebb megismerését, nüanszbéli megértését segítik elő.
| Cím                                                           | Szerző(k)                                                     | Kiadási év       | Oldalszám | Megjegyzések |
| ------------------------------------------------------------- | ------------------------------------------------------------- | ---------------- | --------- | ------------ |
| Anglicizmusok                                                 | Dr. Kundt Ernő                                                | 1957–1975        | 311       |              |
| Rendszeres angol nyelvtan                                     | András László, Lutter Tibor, Róna Éva, Stephanides Károlyné   | 1957             | 271       |              |
| Rendszeres francia nyelvtan                                   | Győry János, Zigány Miklós                                    | 1957             | 259       |              |
| Rendszeres német nyelvtan                                     | Paulinyi Zoltán                                               | 1957             | 263       |              |
| Rendszeres olasz nyelvtan                                     | Herczeg Gyula                                                 | 1957             | 227       |              |
| Rendszeres orosz nyelvtan                                     | Dr. Kovács Ferenc, Dr. Szabó Miklós                           | 1957             | 231       |              |
| Rendszeres eszperantó nyelvtan                                | Kalocsay Kálmán                                               | 1966−1968 [2004] | 244–346   |              |
| English Syntax                                                | Dr. Budai László                                              | 1981–1986        | 640       |              |
| Gyakorlati orosz nyelvtan                                     | Dr. Ferenczy Gyula                                            | 1983             | 669       |              |
| Let's Speak English!/Angol nyelvkönyv Part One (I. vagy III.) | Csonka Margit                                                 | 1986–1991        | 355       |              |
| Let's Speak English!/Angol nyelvkönyv Part Two (II. vagy IV.) | Csonka Margit                                                 | 1987–1991        | 377       |              |
| Gyakorlati olasz nyelvtan                                     | Maria Teresa Angelini, Dr. Móritz György                      | 1988—2011        | 357       |              |
| A francia nyelvvizsga ábécéje                                 | Czelvikker Katalin, Dési Ágnes, Kaposi Tamásné, Staub Valéria | 1991             | 109       |              |
| A spanyol nyelvvizsga ábécéje                                 | Czöndör Klára, Hübner Katalin                                 | 1991             | 119       |              |
| A companion to Hungary                                        | Siórétiné Gyepes Judit                                        | 1995             | 188       |              |

### Feladatgyűjtemények
Az 1980-as évektől a nyelvvizsgára készülő tanulók számára kiadtak feladatgyűjteményeket is.
| Cím                                                  | Szerző(k)                            | Kiadási év | Oldalszám | Megjegyzések |
| ---------------------------------------------------- | ------------------------------------ | ---------- | --------- | ------------ |
| Német feladatgyűjtemény a középfokú nyelvvizsgához   | Dr. Haán György, Gáborján Lászlóné   | 1983–2002  | 172       |              |
| Orosz feladatgyűjtemény a középfokú nyelvvizsgához   | Szőke Ágnes, Szabóné Bolihova Jelena | 1983–1990  | 140       |              |
| Angol feladatgyűjtemény a középfokú nyelvvizsgához   | Dr. Bárdos Jenő, Dr. Sarbu Aladárné  | 1984–2002  | 152–191   |              |
| Francia feladatgyűjtemény a középfokú nyelvvizsgához | Dési Ágnes, Kardos Géza              | 1984–1992  | 143       |              |
| Spanyol feladatgyűjtemény a középfokú nyelvvizsgához | Dr. Bánáti Nándorné, Hübner Katalin  | 1984–1992  | 129       |              |
| Olasz feladatgyűjtemény a középfokú nyelvvizsgához   | Dr. Nyitrai Tamás                    | 1991       | 109       |              |
| Latin feladatgyűjtemény a középfokú nyelvvizsgához   | Szőke Ágnes                          | 1992       | 101       |              |

### Társalgási könyvek
A sorozatban napvilágot látott társalgási könyvek a tankönyvekkel ellentétben nem tanfolyami, hanem elsősorban idegenforgalmi felhasználásra íródtak, leckék helyett adott  témakörökre osztva.
| Cím                                            | Szerző(k)                                            | Kiadási év       | Oldalszám | Megjegyzések                                                              |
| ---------------------------------------------- | ---------------------------------------------------- | ---------------- | --------- | ------------------------------------------------------------------------- |
| Spanyol társalgási zsebkönyv                   | Dr. Király Rudolf                                    | 1957             | 127       |                                                                           |
| Angol társalgási zsebkönyv                     | András László, Murvai Márta                          | 1958–1965        | 207       |                                                                           |
| Cseh társalgási zsebkönyv                      | Sipos István                                         | 1959–1968        | 122       |                                                                           |
| Francia társalgási zsebkönyv                   | Győry János                                          | 1959             | 96        |                                                                           |
| Lengyel társalgási zsebkönyv                   | Varsányi István                                      | 1957–1980        | 126       |                                                                           |
| Bolgár társalgási zsebkönyv                    | Bödey József, Szabolcsi Lászlóné                     | 1958–1980        | 138       |                                                                           |
| Német társalgási zsebkönyv                     | Horváth Miklós, Paulinyi Zoltán                      | 1959             | 169       |                                                                           |
| Olasz társalgási zsebkönyv                     | Dr. Tassy Ferenc                                     | 1959             | 143       |                                                                           |
| Román társalgási zsebkönyv                     | Pálffy Endre                                         | 1960–1979        | 139       |                                                                           |
| Szlovák társalgási zsebkönyv                   | Sipos István                                         | 1960―1986        | 147       |                                                                           |
| Orosz társalgás                                | Horváth Miklós, Deák Sándor                          | 1961–1976        | 239–248   | A többi kötettel ellentétben mondatok helyett konkrét párbeszédekből áll. |
| Angol társalgási kifejezések                   | Dr. Csáktornyai Ferenc                               | 1963–1979        | 314       |                                                                           |
| Eszperantó társalgási zsebkönyv                | Mátéffy József, Nagy István                          | 1964–1968        | 112       |                                                                           |
| Szerb-horvát társalgás                         | Dr. Horváth Miklós, Tomics Ljubomir                  | 1967–1981        | 263       |                                                                           |
| Német társalgási zsebkönyv                     | Vargha Károly, Dr. Siptár Ernő                       | 1968–1975        | 176       |                                                                           |
| Svéd társalgási zsebkönyv                      | Závodszky Ferenc                                     | 1968–1982        | 104–108   |                                                                           |
| Olasz társalgás                                | Móritz György                                        | 1969–2010        | 192–208   |                                                                           |
| Újgörög társalgási zsebkönyv                   | Berki Feriz                                          | 1969             | 136       |                                                                           |
| Magyar-vietnami társalgás                      | Trần Tuấn Dũng, Vũ Thanh Xuân                        | 1974             | 126       |                                                                           |
| Spanyol társalgás                              | Scholz László                                        | 1975–1988        | 174–176   |                                                                           |
| Finn társalgási zsebkönyv                      | Márk Tamás                                           | 1977–1980        | 214       |                                                                           |
| Norsk-ungarsk parlør / Norvég-magyar társalgás | Balogh Anikó, Masát András                           | 1985             | 208       |                                                                           |
| Török társalgás                                | Kenessey Mária, Cemil Öztürk                         | 1985–1988        | 242–244   |                                                                           |
| Arab társalgás                                 | Juhász Ernő, El-Karamany Yehia                       | 1986             | 430       |                                                                           |
| Francia társalgás                              | Marie-Paule Morin, Mészáros László                   | 1986–2002        | 238–254   |                                                                           |
| Kínai társalgás                                | Nagy Bálint                                          | 1986             | 405       | A kínai írásjegyek kézírással szerepelnek benne.                          |
| Német társalgás                                | Dr. Fülei-Szántó Endre, Meláth Ferenc                | 1989–1993        | 164–176   |                                                                           |
| Lengyel társalgás                              | Janusz Bańczerowski, Bárkányi Zoltánné, Reiman Judit | 1990 [2008~2014] | 361 [237] |                                                                           |
| Magyar–spanyol–katalán társalgás               | Faluba Kálmán, Morvay Károly                         | 1991             | 471       |                                                                           |

### Hogy mondjuk...?
A Hogy mondjuk... kezdetű címmel megjelent kiadványok társalgási helyzeteket mutatnak be, amelyek révén a nyelvtanuló több száz szituációs példán keresztül tanulhat kapcsolódó kifejezéseket, panelmondatokat.
| Cím                     | Szerző(k)                                      | Kiadási év | Oldalszám |
| ----------------------- | ---------------------------------------------- | ---------- | --------- |
| Hogy mondjuk oroszul?   | Antal Mária, Heller Anna, Pócs Ilona           | 1983–1986  | 259       |
| Hogy mondjuk angolul?   | Antal Mária, Heller Anna                       | 1984–2011  | 271       |
| Hogy mondjuk németül?   | Antal Mária, Heller Anna, Tamássyné Bíró Magda | 1984–2012  | 252       |
| Hogy mondjuk franciául? | Antal Mária, Heller Anna, Gergelyi Mihály      | 1984–2001  | 228       |
| Hogy mondjuk spanyolul? | Antal Mária, Bánáti Nándorné, Heller Anna      | 1984–1990  | 296       |